# Yūzō Toyama
Yūzō Toyama (外山 雄三, Toyama Yūzō), né le 10 mai 1931 à Ushigome (ville de Tokyo) de nos jours Shinjuku (Tokyo) et mort le 11 juillet 2023, est un compositeur et chef d'orchestre japonais.

## Biographie
Yūzō Toyama fait ses études de composition à l'université des arts de Tokyo. En 1950, il obtient le deuxième prix de la 20e édition du concours de musique du Japon 
pour sa pièce de musique de chambre Trois pièces caractéristiques pour clarinette, basson et piano. Il obtient son diplôme en 1952 et acquiert une expérience en tant que chef d'orchestre avec l'orchestre symphonique de la NHK dont il devient chef à temps plein en 1956. Immédiatement après, il réside pendant deux ans à Vienne où il termine ses études de direction. Pendant ce temps, il participe également à des master classes d'Erich Leinsdorf au Mozarteum de Salzbourg.
Au cours de la tournée mondiale de l'Orchestre symphonique de la NHK en 1960, il a l'occasion de se présenter à la fois comme chef d'orchestre et compositeur puisque le programme comprend sa Rhapsodie pour orchestre. 
Suivent d'autre tournées orchestrales en 1966 en Amérique du Nord et du Sud et en Asie du Sud-Est en 1979, qui toutes sont chaleureusement acclamées. Finalement reconnu au niveau mondial, il est invité à Moscou en 1968 pour diriger son concerto pour violoncelle avec Mstislav Rostropovich comme soliste. À peu près à la même époque, sa musique de ballet Yugen est d'abord représentée en première en Australie puis est donnée à plusieurs reprises dans des capitales européennes (Londres, Paris et Bruxelles).
Il dirige de grands orchestres japonais comme l'orchestre philharmonique d'Osaka, l'orchestre symphonique de Kyoto (1967–1971) et l'orchestre philharmonique de Nagoya. Outre son emploi à temps plein avec l'orchestre symphonique de la NHK, il est depuis 1989, directeur musical de l'orchestre philharmonique de Sendai. Il est également conseiller musical de l'orchestra philharmonique d'Osaka. De nombreux prix et récompenses nationaux et internationaux lui ont été attribués.
Sa contribution à l'exécution d'opéras de compositeurs européens au Japon est très importante. Il dirige avec succès The Rape of Lucretia et The Turn of the Screw de Peter Grimes, les Dialogues des carmélites de Francis Poulenc ainsi que l'opéra Hasekura Tsunenaga ou To-I Ho d'Akira Miyoshi.
Néanmoins, il reste très actif en tant que compositeur et son œuvre comprend plus de 225 œuvres dans pratiquement tous les genres.

## Compositions (liste partielle)

### Œuvres pour orchestre
- 1953 : Berceuse
- 1960 : Rhapsodie pour orchestre
- 1961 : Divertimento pour orchestre
- 1964 : Rhapsodie sur une mélodie d'Okinawa
- 1966 : Symphonie « Heimkehr » (no 1)
- 1967 : Concerto pour violoncelle et orchestre
- 1982 : Poème symphonique « Matsura »
- 1983 : Fantasia Kyoto
- 1992 : Concerto pour harpe et orchestre
- 1996 : Chansons des poèmes de Kazue Shinkawa pour soprano et orchestre
- 1999 : Symphonie no 2
- Danse des Célestes
- Petite symphonie
- Suite du ballet « Yugen »
  1. Danse des hommes
  2. Danse des paradisiaques
- Yagibushi

### Composition pour orchestre d'harmonie
- 1990 : Rhapsodie pour orchestre (arrangement Gemba Fujita)

### Pour la scène
- 1965 : Yugen, ballet

### Musique de chambre
- 1964 : Sonate pour violon et piano
- 1974 : Berceuse pour violoncelle et piano
- 1982 : Suite lyrique japonaise
- 1989 : Passa tempo pour 6 cors